# Перлеєво (гміна)
Гміна Перлеєво (пол. Gmina Perlejewo) — сільська гміна у східній Польщі. Належить до Сім’ятицького повіту Підляського воєводства.
Станом на 31 грудня 2011 у гміні проживало 3075 осіб.

## Територія
Згідно з даними за 2007 рік площа гміни становила 106.32 км², у тому числі:
- орні землі: 74.00%
- ліси: 19.00%

Таким чином, площа гміни становить 7.28% площі повіту.

## Населення
Станом на 31 грудня 2011:
| Опис     | Загалом | Загалом | Чоловіки | Чоловіки | Жінки | Жінки |
| -------- | ------- | ------- | -------- | -------- | ----- | ----- |
| одиниця  | осіб    | %       | осіб     | %        | осіб  | %     |
| все      | 3075    | 100     | 1543     | 50.18    | 1532  | 49.82 |
| міське   | 0       | 100     | 0        |          | 0     |       |
| сільське | 3075    | 100     | 1543     | 50.18    | 1532  | 49.82 |

## Сусідні гміни
Гміна Перлеєво межує з такими гмінами: Ґродзіськ, Дорогочин, Цехановець, Яблонна-Ляцька.